# Ched Evans
Chedwyn Michael Evans, detto Ched (Rhyl, 28 dicembre 1988), è un calciatore gallese, attaccante del Fleetwood Town.

## Biografia
Nell'aprile del 2012 Evans è stato condannato a cinque anni di reclusione per aver stuprato una diciannovenne in un albergo di Rhyl (Galles) nel maggio del 2011. Il calciatore ha sempre negato le accuse, sostenendo che l'atto sessuale fosse stato consenziente. Il 17 ottobre 2014, dopo due anni e mezzo di carcere e una condanna per stupro in primo grado, viene rimesso in libertà. Il 13 ottobre del 2016 una giuria del Tribunale di Cardiff lo ha assolto perché la sua presunta colpevolezza non è stata provata oltre ogni ragionevole dubbio, con il verdetto che Evans fosse innocente.

## Carriera

### Club
Inizia la sua carriera al Manchester City, giocando solo 11' in una partita di English Football League Cup nel primo anno; perciò viene mandato in prestito al Norwich City militante in Championship, dove realizzerà 10 goal in 28 presenze. L'anno successiva viene richiamato dal prestito e con i Citizens giocherà complessivamente 26 partite tra campionato e coppe realizzando solamente un solo goal. Nell'estate del 2009 viene acquistato dallo Sheffield United per 3,5 milioni di euro, dove ci giocherà fino al 2012, anno in cui verrà arrestato per un'accusa di stupro.
Ritorna a giocare nell'estate del 2016 quando si accorda con il Chesterfield, squadra militante in Football League One, per un contratto di un anno.

### Nazionale
Dopo aver militato tra il 2007 e il 2008 nella nazionale nazionale Under-21 gallese, Il 28 maggio 2008 fa il suo debutto in nazionale maggiore, nell'amichevole disputata contro l'Islanda, siglando inoltre la rete decisiva della vittoria.